# Krov za Krov
Albums de Aria
Igra s Ogneom Noch Koroche Dnya
Krov' za Krov (en russe : Кровь За Кровь signifiant "Le Sang appelle le Sang") est le cinquième album du groupe russe Aria sorti en 1991. Encore une fois ses fans devront attendre deux ans après la sortie de Igra s Ogneom. Après un album aux tendances plutôt politiques, celui s'orientera vers la religion, vers les thèmes bibliques, comme avec "Antéchrist", "Zombi", "Démons" on encore "Le Sang Appelle le Sang" qui parle de Ponce Pilate. Pour la troisième fois consécutive, M. Pouchkina rédige les paroles.

## Liste des chansons
| N° | Titre                   | Translittération           | Traduction                   | Parolier | Durée |
| -- | ----------------------- | -------------------------- | ---------------------------- | -------- | ----- |
| 1  | Прощай, Норфолк!        | Proshay, Norfolk!          | Adieu, Norfolk !             | Pushkina | 5:15  |
| 2  | Зомби                   | Zombi                      | Zombi                        | Pushkina | 4:30  |
| 3  | Антихрист               | Antokhrist                 | Antéchrist                   | Pushkina | 5:02  |
| 4  | Не Хочешь - Не Верь Мне | Ne Khochesh' - Ne Ver' Mne | Si Tu Veux Pas, Me Crois Pas | Pushkina | 4:00  |
| 5  | Кровь За Кровь          | Krov' Za Krov'             | Le Sang Appelle le Sang      | Pushkina | 7:26  |
| 6  | Бесы                    | Besy                       | Démons                       | Pushkina | 3:18  |
| 7  | Всё, Что Было           | Vseo, Chto Bylo            | Tout ce qui fut              | Pushkina | 3:11  |
| 8  | Следуй За Мной!         | Sleduy Za Mnoy!            | Suis-moi !                   | Pushkina | 4:41  |

## Membres du groupe en 1991
- Valery Kipelov - Chant
- Vladimir Kholstinin - Guitare
- Sergey Mavrin - Guitare
- Vitaly Dubinin - Basse
- Aleksandr Maniakin - Batterie